# 虞丘進
虞丘進（363年—422年），字豫之，東海郯人，東晉至南朝宋政治人物。年輕時跟隨謝玄討伐苻堅有功，封為關內侯。隆安年間，跟隨劉裕討伐孫恩。元興元年（402年），又跟隨劉裕討伐盧循。元興二年（403年），跟隨劉裕討伐徐道覆。
元興三年（404年），跟隨劉裕討伐桓玄，勝利後擔任燕國內史。義熙二年（406年），擔任龍驤將軍，封龍川縣五等侯。跟隨劉裕討伐南燕。後擔任鄱陽太守，龍驤將軍一職不變。在任時與盧循將領英紏和童敏之交戰。又跟隨劉藩消滅徐道覆勢力。
義熙八年（412年），擔任寧蠻護軍、尋陽太守，參與討伐劉毅。戰役結束後任太尉行參軍，不久加封振威將軍。義熙九年（413年），受封望蔡縣男，食邑五百戶，加封龍驤將軍。參與討伐司馬休之，又有戰功。任輔國將軍、山陽太守、秦郡太守，督陳留郡事。元熙二年（420年），擔任右將軍（劉裕第四子劉義康）司馬。永初二年（421年），升任太子右衞率。永初三年（422年），在任內去世，時年六十。

## 延伸阅读
[在维基数据编辑]
 《宋書·卷49》，出自沈约《宋书》
 《南史·卷17》，出自李延壽《南史》